# Muchacha (Ojos de Papel)

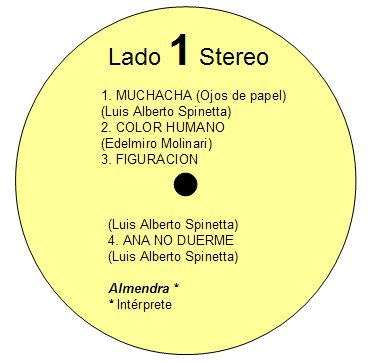
Ilustração original da capa do LP Almendra I (Lado A)

Muchacha, mais conhecida como Muchacha (Ojos de Papel), é uma canção composta por Luis Alberto Spinetta e interpretada pela banda argentina de rock Almendra, que foi lançada como single do álbum Almendra I, de 1969.
É uma das canções mais destacadas e influentes do pop/rock argentino. Tanto que, em 2002, a revista Rolling Stone Argentina, juntamente com o canal a cabo MTV, rankearam esta canção na 2ª posição dos 100 maiores hits do rock argentino pela Rolling Stone e MTV

## Prêmios e honrarias
| Ano  | Publicação                    | Prêmio                                            | Resultado  | Ref. |
| ---- | ----------------------------- | ------------------------------------------------- | ---------- | ---- |
| 2002 | Rolling Stone Argentina e MTV | Os 100 maiores hits do rock argentino             | 2ª posição | .    |
| 2007 | Site "Rock.com.ar"            | As 120 Canções Melhores Canções do Rock Argentino | 2ª posição |      |

## Covers
- Fito Páez a regravou no álbum Moda y pueblo, de 2005.

1. 1 2  «Los cien hits del rock nacional, por MTV, Elegidos por la revista Rolling Stone». Lanacion.com.ar
2. 1 2  «La noche de los 100 hits». Lanacion.com.ar
3. ↑  «Los 100 mejores temas del Rock argentino según MTV y la revista Rolling Stone Argentina». Gratis Música. Gratismusica.org. Consultado em 16 de setembro de 2012